# Padmini Rout
Padmini Rout (nascida em 5 de janeiro de 1994) é uma enxadrista que detém os títulos de  Mestre Internacional (MI) e Grande Mestre Feminina (WGM).  Ela venceu o Campeonato Nacional Feminino indiano cinco vezes, consecutivamente de 2014 a 2017 e novamente em 2023, e foi campeã feminina asiática em 2018.

## Carreira
Em 2005, Rout conquistou seu primeiro título nacional, o sub-11 feminino, em Nagpur. Em 2006, ela foi campeã indiana sub-13 feminina e campeã asiática sub-12 feminina. Em 2008 ela venceu o Campeonato Mundial Feminino sub-14.
Rout venceu o Campeonato Indiano Feminino em 2014, 2015, 2016 e 2017 e 2023. Em 2015, ela também se tornou a campeã feminina da Commonwealth. Em 2018, venceu o Campeonato Asiático Individual Feminino.
Em 2019 foi Co-campeã do Sydney International Open
Padmini jogou pela seleção indiana na Olimpíada Feminina de Xadrez nos anos de 2014, 2016, 2018 e 2022. Ela ganhou uma medalha de ouro individual, jogando no tabuleiro reserva nas Olímpiadas de 2014.

## Links Externos
- Partidas de Padmini Rout (em inglês) no ChessGames.com

- Perfil de Padmini Rout no Chesstempo  -  Portal das mulheres
  -  Portal de biografias
  -  Portal do enxadrismo